# 학조
학조(學祖, 1431~1514)는 조선시대 전기의 불교 승려이다. 세조때부터 연산군까지 국사(國師)였다. 법명은 학조(學祖), 도호(道號)는 등곡(燈谷) 또는 황악산인(黃岳山人), 본명은 영형(永衡)이며 본관은 (신)안동(安東)이다. 삼한벽상공신(三韓壁上功臣) 태사공 김선평(金宣平)의 11대손으로 조부는 비안현감(比安縣監) 김삼근(金三係), 아버지는 한성부판관(漢城府判官) 김계권(金係權)이며, 사간원대사간 성균관대사성 도승지 증이조판서 보백당 김계행(金係行)은 그의 삼촌이고, 시강원문학과 평양서윤을 지낸 김번(金璠)은 그의 조카이다. 영형(학조),영전,영균,영추, 영수 5형제중 첫째아들이다. 세조가 불교에 귀의한 이래 왕실의 후원으로 받아 세조 이후 중종에 이르기까지 수많은 불사를 관장하였으며, 학덕이 뛰어난 당대의 명승이었으며 웅문거필(雄文巨筆)의 문호로 칭송되었다.
그러나 왕실과 가까운 관계를 이용하여 부패, 월권행위를 자행하여 사림파의 지탄을 받았으며, 군장사(窘長寺)의 주지로 있을 때는 영응대군의 과부 대방군부인 송씨와 간통하여 물의를 빚기도 했다.

## 생애

### 출가 과정
어린나이에 일찍이 안동 학가산(鶴駕山) 중대사와 애련사(艾蓮寺)에서 출가하였으며, 현 안양시소재 삼성산(관악산) 삼막사 등곡대(燈谷臺)에서 득도하였다.
- 학조대사가 승려가 된 연유로 소산마을에 다음과 같은 전설이 전해온다. 집에서 열심히 글을 배우고 있었는데 어느날 풍산 금산촌(소산리) 마을을 지나가던 어떤 노승이 학조의 관상을 보고는 학조의 아버지에게 말했다. "이 아이를 제게 주시어 절로 보내야 할것 같습니다." 깜짝놀란 학조의 아버지 김계권은 "어찌 그리 말하십니까" 하고 그 까닭을 물으니 노승은 어린 학조를 가리키며, "제 말이 미심쩍으시면 이 아이의 족상(발바닥의 금)을 보십시요. 이대로 속세에 두면 이 아이뿐만 아니라 온 집안이 큰 화를 면치 못할것 입니다." 하였다. 이에 학조의 아버지가 노승의 말대로 발바닥을 보니 과연 임금왕(王)자가 쓰여 있었다. 그래서 학조의 부모는 13세의 어린 학조를 출가시켜 승려가 되게 하였다고 전한다.

### 업적 및 왕실 포교활동
단종의 죽음 이후 죄책감을 느끼고 불교에 귀의한 세조를 만났으며, 신미(信眉)·학열(學悅) 등과 함께 선종의 승려로서 세조의 두터운 신임을 얻었다.
1459년(세조5년) 신미대사(信眉大師), 학열(學悅)스님과 함께 월인석보(月印釋譜)을 간행하는 등 여러 고승들과 함께 많은 불경을 국어로 번역 간행하였다. 특히 스승 신미대사를 도와 훈민정음 창제 및 한글활용에 기여하였다.
1464년(세조10년) 속리산 복천사(福泉寺)에서 임금을 모시고 신미·학열 등과 함께 대법회를 열었다. 1467년(세조13년) 세조의 명을 받고 금강산(金剛山)에 보내어 유점사(楡岾寺)를 중건하였다. 1468년에는 신미대사, 학열스님과 함께 설법을 하여 양반 사대부들 역시 불교에 귀의하거나 신봉하는 자가 나타났다. 그해 1월 역말(驛騎)을 받고 고성(高城)의 유점사(楡岾寺)로 파송되었으며, 그가 데리고 가는 장인(匠人) 15인에게도 또한 왕실에서 역말을 내려 주었다.
그해 4월 왕명을 받아 승려 학열과 함께 사신 접대를 준비하였다. 1476년 《천수경 千手經》을 언해, 교정하였으며, 1482년(성종13년) 정현왕후의 명으로 세종 때부터 시작되었다가 중단된 《증도가남명계송(證道歌南明繼頌)》의 명으로 번역, 완성하였다. 1488년(성종19년) 인수대비의 명으로 해인사 중수 및 팔만대장경을 보관하는 대장경판당을 중창하였다. 학조스님의 최고 공적은 팔만대장경을 수호한 일등공신이라는 점이다. 이때 해인사 경내에 세조의 원당(願堂)이 설치됨으로써 해인사는 조선왕조가 망할 때까지 왕실로부터 보호받을 수 있게 되었다.

### 홍길동과 인연
가출하여 떠돌던 의적 홍길동(洪吉童)은 김천 황악산 직지사(사명대사가 출가한 절)에서 학조대사를 만나는데, 홍길동의 좌절과 억눌린 꿈, 그리고 희망을 본 학조대사는 학문과 무예에 남다른 홍길동을 직지사에 머물게 하면서 병법과 무술을 가르쳤다. 황악산인(黃岳山人) 이란 도호는 이때 사용한 것으로 보인다.

### 생애후반 및 입적
1500년(연산군6년) 왕비 신씨의 명으로 해인사의 대장경 3부를 간행, 인쇄하고 직접 그 발문을 지었다. 여러 부패와 이권행위 개입 등으로 물의를 빚었으나 갑자사화와 무오사화의 칼을 피해 중종 반정 때까지도 살아 남았다. 그 뒤 1520년(중종15년) 왕명으로 다시 해인사 대장경 1부가 간인 되었다. 그가 국역한 불전(佛典)을 살펴 보면, 《지장경언해 地藏經諺解》가 초기에 언해된 것으로 추정되며, 수양대군에 의하여 완성된 《금강경삼가해언해(金剛經三家解諺解)》를 자성대비(慈聖大妃)의 명에 의하여 교정, 인출하였다.
세조때부터 중종때까지 왕과 왕실의 후원으로 무상으로 궁궐에 출입하였으나, 이권청탁과 궁녀와 하인들을 사적으로 이용하여 물의를 빚기도 했다.
말년에는 스님이 출가한 사찰인 학가산 애련사(艾蓮寺)로 다시 돌아와 입적(入寂)하였다.
학조대사의 부도는 충청북도 보은 속리산 법주사 복천암에 스승 신미대사(혜각존자) 부도와 나란히 세워져 있는데, 학조의 부도는 신미대사 부도(1480년)를 세우고 34년후 신미대사 부도 옆에 1514년(중종9년) 5월에 건립했다. 탑의 팔각중대석 두면에 ‘正德九年甲戌五月日立(정덕구년갑술오월일립)’그리고 ‘學祖燈谷和尙塔(학조등곡화상탑)’이란 5행의 명문이 있어 1514년(중종9년)에 건립 되었음을 알게 한다. 지방문화재 13호로 되어 있던 것을 2004년 4월 5일 보물(보물 제1418호)로 지정되었다

### 부패 및 월권 행위
세조와 정희왕후의 총애를 받던 학조에 대한 추문은 사림파의 불교 비판의 주요 소재가 되었다.
학조가 왕실의 위세를 업고 해인사 주지를 자신의 수하로 갈아치운 사실을 기록한 것이 문제가 된 것이었다. 또한 학조가 세종의 아들인 광평대군과 영응대군의 땅과 백성들을 사취한 사실도 문제가 된 기록이었다. 이는 논란거리를 불러왔으나 왕실의 무마로 없던 일이 된다. 학조의 부패, 월권행위가 문제가 된 것은 여러 건이었고, 사림파는 이를 근거로 부패한 승려와 정계의 유착, 왕실의 비호를 물고 늘어졌다. 왕실의 압력으로 일시적으로 문제를 덮었지만, 이 문제는 다른 문제와 함께 연산군 때 가서 다시 터지게 된다.
영응대군 부인 송씨는 군장사란 절에 올라가 설법을 듣다가 계집종이 깊이 잠들면 학조와 사통을 했다. 무오사화 당시 이 사실도 사초에 들어 있었다.
그가 영응대군의 부인 대방군부인 송씨와 자주 접촉하다가 간통하게 되자, 평소 그를 혐오하던 김종직은 이를 비판, 조롱하였다. 이 사건은 후일 김종직의 제자들이 왕조실록에 기록함으로써 후일 무오사화의 원인을 제공한다.
세조와 정희왕후의 총애를 받던 승려 학조에 대한 사초의 기록도 중요한 추궁사항 중의 하나였다. 학조가 대비의 위세를 등에 업고 해인사의 주지를 자신의 수하 인물로 갈아치운 사실을 기록했던 것이다. 학조가 세종의 아들인 광평대군과 영응대군의 땅과 백성들을 사취한 사실을 기록한 것도 문제가 되었다.
세조 말년부터 관직에 진출한 사림파는 그의 활동을 못마땅하게 여겼는데, 학조스님이 활동하던 시기는 세조대부터 중종대까지로, 사림들의 정계진출이 본격화된 시점이었다. 사림들은 성리학을 통해 지배권을 강화해가고자 했지만, 세조와 정희왕후, 인수대비, 인혜대비 등 호불(護佛) 성향의 왕과 왕비들로 인해 대놓고 왕실불사를 반대할 수가 없었다. 이에 조정의 관료들은 대군 부인들의 사찰 출입을 스님과의 스캔들로 둔갑시킴으로써 이들의 불사를 막고자 하였다.

### 왕자빈과 간통
박경은 김일손과 기맥이 통하여 홍인문 밖에서 '영응대군(永膺大君) 부인 송씨가 중 학조(學祖)와 사통(私通)을 했다'는 방문(榜文)을 보고 알렸다가, 김일손이 사초에 적는 바람에 박경이 잡혀와 호된 고문을 당하고 겨우 살아난 적이 있었다. 영응대군의 부인 송씨가 군장사에 올라가 설법을 듣다가 시비가 잠들면 학조와 사통을 했다는 것이다. 이는 하녀에 의해 발설되어 알려졌고 소문이 파다하게 퍼졌었다. 학조와 대방군부인 송씨의 간통사건은 후일 무오사화의 원인을 제공한다.

## 가족관계
- (조부)봉화현감 비안현감 김삼근(金三近)
- (부)한성부판관 김계권(金係權) - 이조판서 예문관대제학 제평공 권맹손(權孟孫)의 사위
- (삼촌)성균관대사성 증이조판서 보백당 김계행(金係行)
  - (동생)사헌부감찰 합천군수 김영전(金永銓)
  - (동생)진사 봉사 김영균(金永鈞)
  - (동생)합천군수 수원부사 김영추(金永錘)
  - (동생)사헌부감찰 영천군수 사헌부장령 김영수(金永銖)
    - (조카)동부승지 강원도관찰사 삼당 김영(金瑛)
    - (조카)시강원 문학 평양서윤 증이판 김번(金璠)
    - (조카)찰방 형조좌랑 수군절도사 김순(金珣)
      - (종손자)신천군수 증좌찬성 김생해(金生海) - 성종(成宗)의 아들 경명군(景明君) 이침(李忱)의 사위
        - (종증손자)삼가현감 증영상 김대효(金大孝)
        - (종증손자)군기시정 증이판 김원효(金元孝)
        - (종증손자)돈녕부도정 증영상 김극효(金克孝) - 좌의정 임당 정유길(鄭惟吉)의 사위

## 같이 보기
| - 대방군부인 송씨 - 영응대군 - 임영대군 - 서산군 - 송복원 - 송현수 - 정순왕후 - 사방지 - 어우동 - 이구지 - 유감동 - 봉석주 | - 세종대왕 - 단종 - 김종직 - 조의제문 - 무오사화 - 한명회 - 신숙주 - 홍윤성 |